# Molac
Molac é uma comuna francesa na região administrativa da Bretanha, no departamento Morbihan. Estende-se por uma área de 28,53 km². Em 2010 a comuna tinha 1 619 habitantes (densidade: 56,7 hab./km²).